# Protocaviellidae
Famille
Les Protocaviellidae sont une famille de Ciliés de la classe des Kinetofragminophora et de l’ordre des Trichostomatida.

## Étymologie
Le nom de la famille vient du genre type Protocaviella, composé du préfixe prot- (du grec ancien πρό / pró, « avant »), et -caviella, source d'ambigüité avec le genre Caviella Osgood, 1915, ancienne désignation d'un mammifère de la famille des Caviidae. On peut peut-être interpréter ce nom par le sens littéral suivant « anciennement appelé Caviella » ou par « protozoaire (vivant dans) Caviella ».

## Description
Les Protocaviellidae ont une taille petite (< 80 μm) à moyenne (80 à 200 μm). Leur forme va de ovoïde à allongée. Ils nagent librement. Leur ciliation somatique varie de clairsemée, légèrement uniforme (holotriche), à holotriche dense. Leur cinéties (rangées de cils) sont parfois légèrement en spirale, avec des cils plus longs en touffe ou en bande antérieure à la région buccale. Ils n’ont pas de vacuole concrétionnelle. Leur région orale est subapicale à subéquatoriale ; la cavité buccale elle-même étant en forme d'entonnoir ou de trompette. La ciliature adorale est absente chez les genres Enterophrya et Ogimotopsis. Le macronoyau varie de globuleux à ellipsoïde allongé. Micronoyau, vacuole contractile et cytoprocte sont présents. Ils se nourrissant de bactéries et de détritus organiques.

## Habitat
Les Protocaviellidae vivent dans les habitats terrestres comme en tant que endocommensaux dans l'intestin postérieur des capybaras, cobayes et les mammifères lagomorphes (lapins, lièvres).

## Liste des genres
Selon GBIF (18 juin 2023) : aucun genre référencé.
Selon Lynn (2008) :
- Cunhamunizia Ito & Imai, 2000
- Enterophrya Hasselmann, 1918
- Hydrochoerella da Cunha & Muniz, 1925
- Ogimotoa Ito & Imai, 2000
- Ogimotopsis Ito & Imai, 2000
- Paracunhamunizia Ito & Imai, 2000
- Protocaviella Kopperi, 1937 genre type
  - Genre synonyme : Eriocharon Ito & Imai, 2000
  - Espèce type : Protocaviella acuminata (da Cunha, 1915) Kopperi, 1937
  - Synonyme : Paraisotricha acuminata da Cunha, 1915
- Uropogon Ito & Imai, 2000

## Systématique
Le nom valide de ce taxon est Protocaviellidae Grain in Corliss, 1979.